# نهائي ألعاب القوى العالمي
نهائي ألعاب القوى العالمي (الاسم الرسمي بالإنجليزية: IAAF World Athletics Final) هو حدث سنوي لألعاب القوى، ينظمه الإتحاد الدولي لألعاب القوى منذ سنة 2003، وتقام المنافسات في الهواء الطلق، في شهر سبتمبر، أقيمت الدورات الثلاث للحدث بموناكو، وأقيمت الدورات الثلاث التالية بشتوتغارت، فيما أقيمت الدورة السابعة سنة 2009 في مدينة سالونيك باليونان، بعد إحداث الدوري الماسي سنة 2010، تم إلغاء البطولة.

## المشاركون
يشارك في التظاهرة أفضل 8 أو 9 رياضين الأوائل في العالم في سباقات السرعة والفعاليات الأخرى في الرمي والقفز، وأفضل 12 أو 13 عداء في السباقات المتوسطة والطويلة، 1500 متر، 3000 متر، 5000 متر، 10000 متر، 3000 متر موانع.

## الطبعات
| الطبعة | المدينة  | الدولة  | التاريخ            | الملعب                |
| ------ | -------- | ------- | ------------------ | --------------------- |
| 2003   | موناكو   | موناكو  | 13 و14 سبتمبر 2003 | ملعب لويس الثاني      |
| 2004   | موناكو   | موناكو  | 18 و19 سبتمبر 2004 | ملعب لويس الثاني      |
| 2005   | موناكو   | موناكو  | 9 و10 سبتمبر 2005  | ملعب لويس الثاني      |
| 2006   | شتوتغارت | ألمانيا | 9 و10 سبتمبر 2006  | ملعب مرسيدس بنز ارينا |
| 2007   | شتوتغارت | ألمانيا | 22 و23 سبتمبر 2007 | ملعب مرسيدس بنز ارينا |
| 2008   | شتوتغارت | ألمانيا | 13 و14 سبتمبر 2008 | ملعب مرسيدس بنز ارينا |
| 2009   | سالونيك  | اليونان | 12 و13 سبتمبر 2009 | ملعب كفتانزغليو       |

## وصلات خارجية
- (بالإنجليزية) الموقع الرسمي لنهائي 2003
- (بالإنجليزية) الموقع الرسمي لنهائي 2004
- (بالإنجليزية) الموقع الرسمي لنهائي 2005
- (بالإنجليزية) الموقع الرسمي لنهائي 2006
- (بالإنجليزية) الموقع الرسمي لنهائي 2007
- (بالإنجليزية) الموقع الرسمي لنهائي 2008
- (بالإنجليزية) الموقع الرسمي لنهائي 2009